# Verband Bildender Künstler der DDR

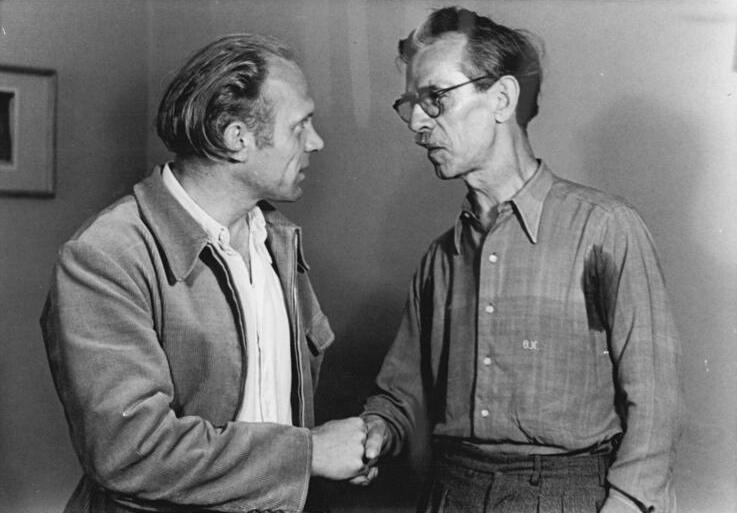
Arno Mohr und Otto Nagel am 17. Juni 1950 auf dem I. Kongress

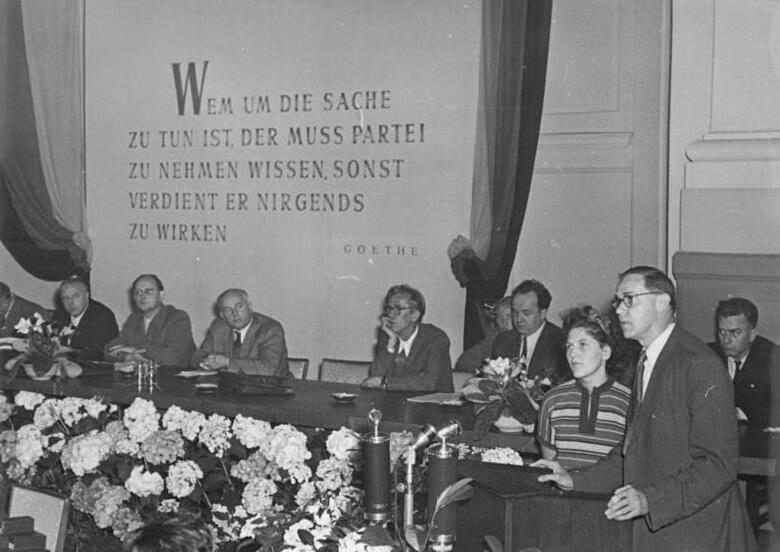
Der sowjetische Kunsthistoriker W. S. Kemenow bei seiner Begrüßungsansprache auf dem II. Kongress

Der Verband Bildender Künstler der DDR (VBK) war eine Berufsorganisation der Bildenden Künstler in der DDR. Er existierte als eigenständige Künstlerorganisation von 1952 bis 1990, stand unter staatlicher Aufsicht und hatte seinen Sitz in Berlin.

## Geschichte
Der VBKD wurde zunächst auf seinem I. Kongress, der am 17./18. Juni 1950 stattfand, als Teilorganisation des Kulturbundes zur demokratischen Erneuerung Deutschlands gegründet. Bei seiner Gründung sah sich der Verband als ideologischer Nachfolger der Assoziation revolutionärer bildender Künstler. Er stiftete dann auch eine ASSO-Medaille „Gemeinsam kämpfen gemeinsam siegen“.
Nach Ende des Zweiten Weltkrieges hatten sich in vielen Städten lokale Künstlergruppen gebildet, so der ruf und Das Ufer in Dresden, die Arbeitsgemeinschaft sozialistischer Künstler in Berlin, Die Fähre in Halle und das Künstleraktiv 48 in Leipzig. Nach dem schrittweise erfolgten Aufbau der zerstörten Infrastruktur im Osten Deutschlands und Gründung der DDR am 7. Oktober 1949 schlossen sich diese und weitere Verbände 1950 unter dem Dach des Kulturbundes zum Verband Bildender Künstler Deutschlands (VBKD) zusammen. Die 186 Delegierten des am 17./18. Juni 1950 in Berlin stattfindenden Gründungskongresses wählten Otto Nagel zu ihrem ersten Vorsitzenden. Zum Vorstand gehörten auch Arno Mohr und Ruthild Hahne.
Nach der Eröffnung des zentralen Sekretariats am 14. Juli 1950 in Berlin wurden schrittweise in den einzelnen Ländern weitere Sekretariate eröffnet. In der Zentrale wurden für die einzelnen Aufgaben Abteilungen gebildet, so unter anderem die Produktions- und Ausstellungskommission, die Gutachterkommission und die Redaktionskommission.
Vom 22. August bis 6. September 1950 fand im FDGB-Lehrererholungsheim Petzow ein erstes Künstlerseminar des Verbands mit 30 Teilnehmern statt.
1951 zählte der Verband etwa 2500 Mitglieder.
Auf dem II. Kongress 1952 erfolgte die Trennung vom Kulturbund und die Eigenständigkeit als Künstlervereinigung in der DDR. Zudem wurden hier die dazugehörigen Statuten und Arbeitsrichtlinien beschlossen. Auf dem VI. Kongress fand am 28. April 1970 die Umbenennung in Verband Bildender Künstler der DDR statt. Am 7. Juni 1982 feierte der Verband mit einem Festakt sein 30-jähriges Bestehen. Aus diesem Anlass wurde erstmals die Hans-Grundig-Medaille als höchste Auszeichnung des VBK verliehen.
Auf dem außerordentlichen Kongress des Verbandes am 10. und 11. April 1990 wurde die zentralistische Struktur des Verbandes zugunsten von Bezirksverbänden verändert. Rolf Xago Schröder wurde zum Präsidenten und Ersten Sprecher. Nach der Wiedervereinigung wurde der VBK auf der Generalversammlung am 12. Dezember 1990 aufgelöst. Er hatte seinen letzten Sitz in der Berliner Inselstraße 12. Ein Großteil der Bestände wurde in das Archiv der Akademie der Künste überführt.

## Einrichtungen des Verbands
Ab 1950 betrieb der Verband in der Berliner Straße Unter den Linden 40 unter dem Namen Bild der Zeit eine von der Arbeitsgemeinschaft sozialistische Künstler gegründete Galerie, die z. B. 1951 10 Verkaufsausstellungen durchführte.
1967 richtete der Verband in der Brunnenstraße 174 eine Zentrale Bildhauerwerkstatt ein.
Von 1975 bis 1990 unterhielt der Verband ein Künstlerhaus in Großjena. Dort ist heute eine Heimvolkshochschule (Akademie Haus Sonneck).

## Führende Persönlichkeiten
Präsidenten
- Otto Nagel (1950–1952)
- Fritz Dähn (1952–1954)
- Otto Nagel (1955–1956)
- Willi Wolfgramm (1956–1959) (amtierend)
- Walter Arnold (1959–1964)
- Lea Grundig (1964–1970)
- Gerhard Bondzin (1970–1974)
- Willi Sitte (1974–1988)
- Clauss Dietel (1988–1990)
- Rolf Xago Schröder (1990), Erster Sprecher

Geschäftsführende und Erste Sekretäre
- Werner Scheffel (1952–1953)
- Gottlieb Rese (1953–1958)
- Friedel Dinse (1958–1960)
- Horst Weiß (1960–1976)
- Horst Kolodziej (1976–1990)

## Mitgliedschaft
Voraussetzung für die Aufnahme im VBK war ein abgeschlossenes künstlerisches Fach- oder Hochschulstudium oder die Prüfung durch eine der Sektionsleitungen. Nach einem Status als Kandidat erfolgte die Aufnahme als vollwertiges Mitglied des Verbandes. Eine Mitgliedschaft war für Künstler existentiell, da sie den Zugang zum staatlichen Kunsthandel darstellte, und die öffentliche Vergabe von künstlerischen Aufträgen nur an Mitglieder des Verbandes erfolgte. Ferner erhielten nur Mitglieder die Berechtigung, freischaffend tätig zu sein, einen begünstigten Steuersatz in Anspruch zu nehmen und das Auftragswesen mit seinen Ausstellungs- und Verkaufsmöglichkeiten nutzen zu können. Ebenso stand nur Mitgliedern die Teilnahme an den vom Verband organisierten Kunstausstellungen, Reisen, Fachtagungen, Seminaren und Symposien frei. Auch die Versorgung mit künstlerischen Werkzeugen und Materialien, der Zugang zu den verbandseigenen Druckwerkstätten sowie die Vergabe von Kunstpreisen war an eine Mitgliedschaft geknüpft. Die Mitgliedschaft im VBK (Verband Bildender Künstler der DDR) war ein entscheidendes Druckmittel, um staatliche Kunstpolitik durch Zensur durchzusetzen.
Die größte Abteilung des Verbandes bildete Ende der 1980er Jahre die Reisestelle der Abteilung Internationale Beziehungen, da die Reisetätigkeit der Künstler (Studienreisen, Museumsbesuche im Ausland) zunahm und diese durch den VBK organisiert und finanziert wurden. Bei der Auflösung des Verbandes 1990 hatte der VBK etwa 6000 Mitglieder.

## Organisation
Auf dem Gründungskongress (I. Kongress) wurde 1950 die Bildung eines Zentralvorstands, der sechs Landesverbände und von sechs Fachgruppen beschlossen:
1. Maler und Grafiker,
2. Bildhauer,
3. Gebrauchs- und Fotografiker (später u. a. Arbeitsgruppe Fotografie)
4. Werkkünstler und Formgestalter (später Sektion Formgestaltung/Kunsthandwerk)
5. Architekten, Ausstellungsgestalter und Bühnenbildner sowie
6. Kopisten und Restauratoren.

1954 wurden die sechs Fachgruppen in fachgebundene Sektionen mit zentralen und bezirklichen Sektionsleitungen umgebaut. Im selben Jahr wurde die Sektion Kunsthandwerk neu gegründet, 1959 kam die Sektion Kunstwissenschaft hinzu. 1961 wurde die Sektion Formgestalter gegründet, die die Kunsthandwerker, Industrieformgestalter und Modegestalter umfasste.
Neben den Sektionen existierten ab 1975 die Zentralen Arbeitsgruppen Bildnerisches Volksschaffen und Volksbildung. Nach Bildung von Bezirken in der DDR wurde 1952 die Organisationsstruktur des Verbandes angepasst und aus den 6 Landesverbänden 15 Bezirksverbände gebildet. Die Geschäfte des Verbandes wurden vom Geschäftsführenden Sekretär geleitet, der sich ab 1964 1. Sekretär nannte.
Die Leitungsgremien des VBK waren
1. Das Präsidium
  1. Der Präsident
  2. Vizepräsidenten
  3. Erster Sekretär
  4. Mitglieder

1. Kandidaten
2. Die Ehrenmitglieder des Zentralvorstandes
3. Der Zentralvorstand (inklusive der Bezirksvorsitzenden)
4. Kandidaten des Zentralvorstandes
5. Das Sekretariat des Zentralvorstandes
6. Die Zentrale Revisionskommission

Um 1970 bildete der VBK mit dem Bund Deutscher Architekten eine Zentrale Arbeitsgruppe Architektur und bildende Kunst.
Dem VBK gehörte u. a. der Kreis Sorbischer Bildender Künstler an.
Von 1957 bis 1965 unterhielt der Verband mit dem Pavillon der Kunst in Berlin Unter den Linden eine ständige Ausstellungsstätte.

## Zeitschriften
Die Zeitschrift Bildende Kunst wurde 1947 von Karl Hofer und Oskar Nerlinger gegründet und erschien zunächst bis 1949. Ab Januar 1953 wurde sie als Organ des VBKD und später des VBK im Verlag der Kunst, ab 1965 im Henschel-Verlag herausgegeben. Chefredakteure waren Herbert Sandberg (1955–1957), Jutta Schmidt (1964–?), Ulrich Kuhirt, Peter Michel (1974–1987) und Bernd Rosner (1988–?).
1950 erschien erstmals die Zeitschrift Der bildende Künstler. Mitteilungsblatt für die Mitglieder des Verbandes Bildender Künstler Deutschlands, die ab Heft 9/1953 als Das Blatt des Verbandes Bildender Künstler Deutschlands als internes Kommunikationsmittel des Verbandes herausgegeben wurde. Ab 1970 erschienen zudem die Mitteilungen des Verbandes Bildender Künstler der Deutschen Demokratischen Republik.

## Triennale INTERGRAFIK

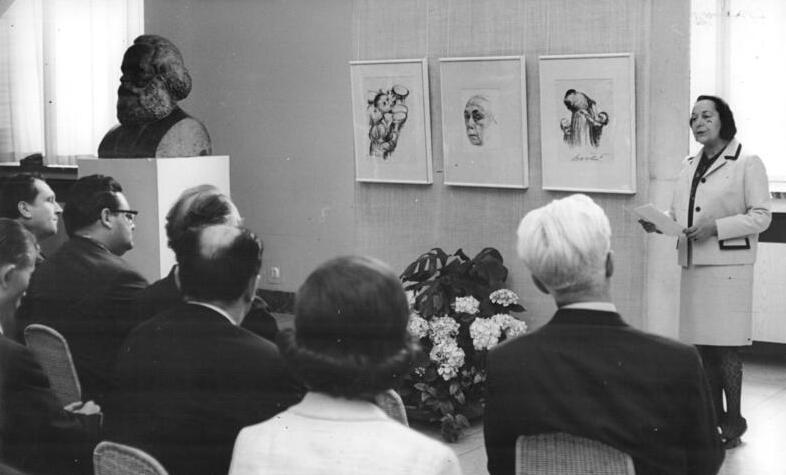
Eröffnung der „Intergrafik 67“ in Berlin durch Lea Grundig (23. Mai 1967)

Die Triennale INTERGRAFIK in Berlin wurde 1965 als eine internationale Grafikausstellung durch den VBKD gegründet. Sie begann jeweils in Berlin, ging dann als Wanderausstellung in weitere Städte der DDR und sollte „nach Möglichkeit“ auch in die jeweiligen Teilnehmerländer gehen. Ab 1976 wurde der Preis der Intergrafik vergeben. Er bestand aus einem Diplom, einer Medaille und einem Geldpreis, der von ausländischen Gewinnern für eine Studienreise in die DDR zu verwenden war. Während der Ausstellung fand in Berlin jeweils ein internationaler Grafik-Solidaritätsbasar statt, dessen Erlös dem Solidaritätskomitee der DDR übergeben wurde.
Die Ausstellung gehörte zu den weltweit wichtigsten derartigen Veranstaltungen. Mit den Jahren wuchs die Beteiligung auch von Künstlern aus dem nichtsozialistischen Ausland. Die Organisation und Leitung der INTERGRAFIK lag bei einem „Komitee“, dessen Vorsitzender ab 1979 Ronald Paris war.